# カレリア自治ソビエト社会主義共和国

カレリア自治ソビエト社会主義共和国
Каре́льская Автономная Социалистическая Советская Республика (ロシア語)
Karjalan autonominen sosialistinen neuvostotasavalta (フィンランド語)

国の標語: Kaikkien maiden proletaarit, liittykää yhteen!（フィンランド語）
万国の労働者よ、団結せよ！国歌: 
Karjalais-suomalaisen sosialistisen neuvostotasavallan hymni（フィンランド語）
カレリア自治ソビエト社会主義共和国国歌

1956年から1991年までのカレリアASSRの地図

カレリア自治ソビエト社会主義共和国（カレリアじちソビエトしゃかいしゅぎきょうわこく、ロシア語: Каре́льская АССР, Karelskaya ASSR、フィンランド語: Karjalan autonominen sosialistinen neuvostotasavalta）、略称でカレリア自治共和国（カレリアじちきょうわこく）はソビエト連邦の構成共和国であるロシア共和国の自治共和国である。首都はペトロザヴォーツク。

## 歴史
カレリアASSRは1923年6月27日の全ロシア中央執行委員会(VTsIK)の幹部会の決議と1923年7月25日のカレリア労働コミューン人民委員会とVTsIKの法令によってソビエト・ロシアの一部を構成することになった。1927年にはASSRは以前の古い区分を再設置し、いくつかの区域に分けられた。
1940年から1956年にかけては、冬戦争と継続戦争でフィンランドから割譲された地域を以前のカレリアASSRとともにソビエト連邦の連邦構成共和国であったカレロ＝フィン・ソビエト社会主義共和国に編入した。このとき、すでにカレリア人やフィン族を背景に持つ人々は人口の10％程度になっていた。
1956年7月16日、カレロ＝フィンSSRは連邦構成共和国からASSRに降格され、ソビエト・ロシアに編入、再びカレリア自治ソビエト社会主義共和国となった。
現在ではカレリア共和国となり、ロシア連邦の一共和国になっている。

## 行政

### ソビエト最高議会幹部会議長
| 氏名                             | 期間                         | その他 |
| -------------------------------- | ---------------------------- | ------ |
| Aleksandr Vasilevich Shotman     | 1923年6月25日-1924年         |        |
| Aleksandr Fyodorovich            | 1924年12月-1928年5月         |        |
| Nikolay Aleksandrovich Yushchyev | 1929年1月-1934年1月          |        |
| Vasiliy Petrovich Averkyev       | 1934年1月13日-1935年         |        |
| Nikolay Vasilyevich Arkhipov     | 1935年2月-1937年11月         |        |
| Mark Vasilyevich Gorbachev       | 1937年11月-1940年3月31日     |        |
| Pavel Stepanovich Prokkonen      | 1956年7月16日-1979年7月18日  |        |
| N. Kalinin                       | 1979年7月18日-1979年8月18日  | 代理   |
| Ivan Pavlovich Mankin            | 1979年8月18日-1984年3月9日   |        |
| N. Kalinin                       | 1984年3月9日-1984年4月18日   | 代理   |
| Ivan Ilyich Senkin               | 1984年4月18日-1985年12月12日 |        |
| V. Cheremovsky                   | 1987年12月12日-1986年1月21日 | 代理   |
| Kuzma Filippovich Filatov        | 1986年1月21日-1989年12月27日 |        |
| Viktor Nikolayevich Stepanov     | 1989年12月27日-1990年4月18日 |        |